# Boys Run the Riot
Boys Run the Riot (en japonés: ボーイズ・ラン・ザ・ライオット, Bōizu Ran za Raiotto) es una serie de manga japonesa escrita e ilustrada por Keito Gaku. La historia sigue a Ryo, un chico transgénero que lanza su propia marca de moda con sus amigos. El manga se serializó por primera vez en la publicación de Kodansha Weekly Young Magazine de enero a agosto de 2020. Luego se transfirió a la app de manga Comic Days, donde se publicó de septiembre a octubre de 2020. Sus capítulos se recopilaron en cuatro volúmenes tankōbon. El manga fue distribuido en inglés por Kodansha USA, que contrató a un equipo de localización conformado únicamente por personas trans para editar y traducir el manga.

## Argumento
Boys Run the Riot sigue la historia de Ryo Watari (渡 凌, Watari Ryō) un chico transgénero, quien se siente atrapado y aislado en un entorno que no acepta su identidad. Este se hace amigo de Jin Sato (佐藤 迅, Satō Jin) un estudiante problemático que resulta compartir su gusto por la moda urbana. Juntos deciden lanzar su propia marca de ropa, y enfrentarse al mundo.

## Publicación
Boys Run the Riot fue escrita e ilustrada por Keito Gaku, un hombre trans. Primeramente serializada en la revista seinen de Kodansha, Weekly Young Magazine desde el 27 de enero hasta el 31 de agosto de 2020. Posteriormente fue transferido a la app de Comic Days, donde continuó su serialización desde el 9 de septiembre hasta el 14 de octubre de 2020. Finalmente, Kodansha compiló sus 37 capítulos en cuatro volúmenes tankōbon, liberados al público desde el 6 de julio de 2020, hasta el 5 de febrero de 2021.
En Estados Unidos, la rama norteamericana de Kodansha anunció el lanzamiento de Boys Run the Riot en inglés en noviembre de 2020. La compañía contrató un equipo conformado únicamente por personas trans para traducir y editar el manga. Kodansha USA también decidió comisionar a Keito Gaku para dibujar nuevas ilustraciones que se usarían en las portadas del segundo, tercer y cuarto volumen respectivamente. En celebración del Día Internacional de la Visibilidad Trans, el primer capítulo de Boys Run the Riot fue liberado al público en el sitio web oficial de la editorial, el 31 de marzo de 2021, de manera gratuita.  El primer volumen fue lanzado dos meses después, con una portada alternativa a la de la edición japonesa. El cuarto volumen fue publicado digitalmente el 30 de noviembre de 2021, y de manera física el 28 de enero de 2022.

### Lista de volúmenes
| N.º | Fecha de publicación original | ISBN original     | Fecha de publicación en inglés                                                 | ISBN en inglés    | Capítulos contenidos | Sinopsis |
| --- | ----------------------------- | ----------------- | ------------------------------------------------------------------------------ | ----------------- | --- | --- |
| 1   | 6 de julio de 2020            | 978-4-06-519996-1 | 25 de mayo de 2021                                                             | 978-1-64651-248-5 | 1. "Encuentro" 2. "Mentiroso" 3. "Vergüenza" 4. "Moderadamente" 5. "Sonrisa" 6. "Colapso" 7. "Disturbio"                                                    | Ryo es un chico transgénero, pero decide mantener su identidad en secreto. No puede decirle a su mejor amiga (de quien está enamorado en secreto), ni a su madre (quien siempre le pregunta “¿por qué te vistes como chico?”). Sin embargo, todo cambia cuando el nuevo alumno en el instituto, Jin, se topa con Ryo comprando en su tienda de ropa favorita y ambos forman un lazo a través de su pasión por la moda. |
| 2   | 4 de septiembre de 2020       | 978-4-06-520685-0 | 27 de julio de 2021                                                            | 978-1-64651-117-4 | 1. "Ataque" 2. “Reinicio" 3. "Sutil" 4. "Express" 5. "Simple es mejor" 6. "Raro" 7. "Duro" 8. "Prueba" 9. "Clavado"                                         | Ryo y Jin lanzaron su propia marca de ropa, Boys Run the Riot, pero aún necesitan correr la voz para obtener ventas, y el mundo de la moda no es un negocio fácil; los chicos tendrán que esforzarse y usar su creatividad si quieren seguir adelante; así que todos deciden trabajar medio tiempo para invertir en más materiales. Pero, Ryo se encuentra con dificultades inesperadas, debido a su identidad de género, tanto en sus relaciones con sus compañeros, en el trabajo y en su vida romántica; haciéndole reconsiderar si debería confrontarlos con la verdad.                          |
| 3   | 4 de diciembre de 2020        | 978-4-06-521708-5 | 5 de octubre de 2021                                                           | 978-1-64651-119-8 | 1. "Miradas" 2. "Extorsión" 3. "Distanciamiento" 4. "En deuda" 5. "Frontera" 6. "Revolución" 7. "Escándalo" 8. "Traición" 9. "Irresponsable" 10. "Carácter" | Boys Run the Riot se vuelve viral cuando ‘WING’, un youtuber LGBTQ publica un video promocionando la marca a sus fanes; pero esta colaboración también expone la identidad de Ryo al público. No obstante, WING esconde su propio secreto detrás de su imagen de internet. |
| 4   | 5 de febrero de 2021          | 978-4-06-522297-3 | 30 de noviembre de 2021 (edición digital) 18 de enero de 2022 (edición física) | 978-1-64651-121-1 | 1. "Jugar" 2. "Regalo" 3. "Perdedor" 4. "Maestro" 5. "Concepto" 6. "Renovar" 7. "Motif" 8. "Paso a paso" 9. "Presencia" 10. “A mi manera" 11. "Libertad"    | El drama con Tsubasa queda en el pasado, y Ryo por fin puede presentarse en la escuela como él mismo. Boys Run the Riot necesita trabajar en nuevos diseños; y mientras Ryo busca inspiración, se encuentra con un fan de la marca: Joe-san, quien resulta ser la cabeza de su propia marca de ropa desde hace 20 años. Bajo su tutela, los chicos logran enfocarse y encontrar el mensaje que quieren expresar con sus productos. Joe también les ofrece la oportunidad de promocionarse en una exhibición, pero Ryo y Jin deberán enfrentar a sus familias si es que quieren invitarlas al evento. |

## Lista de personajes

### Ryo Watari
Un adolescente trans quien solo se siente libre de vivir auténticamente cuando puede expresarse a través de su ropa. Al inicio decide esconder su identidad, tanto de su familia como de sus compañeros de clase, pero aun así es tratado despectivamente debido a sus manerismos y su falta de conformidad al rol de género que la sociedad le ha asignado. Está feliz de poder hacerse amigo de Jin, pues alguien que admira por su actitud atrevida y su confianza en sí mismo; de hecho, es gracias a la influencia de este que Ryo logra salir adelante y decide dejar de ocultar quién es.

### Jin Sato
Estudiante recientemente transferido al instituto de Ryo. Nunca ha tenido mucho interés en la escuela, de hecho solo está en la clase de Ryo porque reprobó un grado y debe repetir el curso. Esto hace que otros lo perciban como un delincuente o un chico problema. Su desafío contra la autoridad también se manifiesta en su apariencia (su sudadera bajo el uniforme y sus múltiples perforaciones). Comparte el interés de Ryo por la moda, y es su ambición la que los lleva a fundar su propia marca.
Tiene una relación complicada con su familia, su padre muestra completa desaprobación hacia él, constantemente comparándolo con su hermano mayor y diciendo que es “un fracasado que debería enfocarse en estudiar”.

### Itsuka
Es el líder y único miembro del club de fotografía. Su primera cámara perteneció a su padre, quien abandonó sus aspiraciones de convertirse en fotógrafo profesional. Itsuka explica que él usa la fotografía como un medio para conectar con la gente y el mundo, de la misma forma que Ryo usa la moda y el grafiti. 

### Tsubasa
Pariente de Kashiwabara, cortó contacto con su madre y el resto de su familia desde que este salió del clóset. Se convirtió en una celebridad de internet publicando videos bajo el pseudónimo “WING”, compartiendo sus experiencias como parte de la comunidad LGBT+. Se identifica como una persona de género no binario o <<x-jenda>>.

### Kashiwabara Yutaka
El mejor alumno de la clase de Ryo. En la escuela solía pasar el tiempo con Oda y Okamoto (el mejor jugador de soccer en la generación). Es un gran apoyo para Tsubasa, y un aliado de la comunidad LGBTQ.

### Chihiro Oda
Compañero de clase de Ryo y su principal acosador. Es un atleta que viene de familia rica, y era amigo de la infancia de Itsuka, pero únicamente porque sus buenas notas en el colegio dependían de él. 

### Mizuki Momose
Estudiante de arte, colega de trabajo y amiga personal de Ryo.

### Chika
Compañera de clase de Ryo, Jin e Itsuka. Ha sido amiga de Ryo desde la escuela primaria y es uno de los personajes que demuestran mayor apoyo hacia él. Ryo posee sentimientos románticos hacia ella, pero no tiene la confianza para decírselo.

### Hinata
Maestra de Ryo, se muestra atenta a su comportamiento reclusivo e intenta ayudarlo a pesar de no conocer su situación del todo. Le ofrece a Ryo su consejo y su apoyo incluso fuera del entorno académico.

### Koike Shimada
Colega de trabajo de Ryo, la relación entre ambos se vio afectada cuando Ryo rechazó los avances románticos de Shimada, pero luego de una confrontación directa donde Ryo le confesó que es en realidad un chico, ambos lograron aclarar los malentendidos y se mantuvieron en términos amistosos.

### Joe
Mentor de Ryo, Jin e Itsuka. Ha estado involucrado en la industria de la moda por más de 20 años, es dueño y fundador de su propia marca de ropa “Journeys”; les ofrece a los chicos la oportunidad de participar en una exhibición para promover su propia marca y los acoge como sus aprendices.

## Temáticas
A lo largo del manga se explora la moda y el grafiti como herramientas de autoexpresión, tanto para el protagonista, quien se siente limitado por la división binaria masculino-femenino, como para Jin e Itsuka, pues desafían y rechazan esta categorización de aquello que es considerado apropiado a través de su arte, sirviendo este como un acto de liberación. 
(...)Para las personas trans, la naturaleza típica de la moda puede ser aún más importante, permitiéndoles experimentar con su identidad y ejercer un poco de control sobre cómo son percibidos por el mundo, especialmente cuando no pueden transicionar socialmente aún.
Keito Gaku, el autor de la obra, lo expresa en su entrevista con Sunada Akiko:
[la moda] es un símbolo ligado a la representación de ‘‘masculinidad’ y ‘feminidad’. Y aunque es doloroso sentirse atrapado por estas “-inidades”, también es posible cambiarlo.”
El punto más vulnerable de Ryo sucede en uno de los capítulos finales del manga, luego de que su identidad sea expuesta en contra de su voluntad; luego de varios días de inasistencia, decide presentarse a la escuela en el uniforme de su hermano, detiene la clase en curso, se dirige a sus compañeros para explicarles quién es en verdad, y cuando uno de sus agresores comienza a burlarse, Ryo se quita la camisa, revelando una camiseta de su propia creación. Una metáfora del acto de “desnudarse ante el mundo”, demostrando la determinación y fortaleza emocional que Ryo ha desarrollado. 

En otras palabras, se usa la vestimenta como una extensión del sentir de los personajes:
En una sola página puedes perfectamente entender a los personajes, únicamente con mirar al cuello de sus atuendos: El cuello del protagonista, Ryo, está cerrado hasta su mentón; mientras tanto, Itsuka quien comienza a salir de su caparazón ha aflojado su corbata y el cuello de su camisa , y Jin, el más confiado del grupo, tiene el cuello expuesto porque la mayoría del tiempo usa camisetas.

## Recepción
Boys Run the Riot fue nominada a un Premio Harvey en la categoría de “Mejor manga” en 2021. The School Library Journal mencionó el primer volumen de Boys Run the Riot como uno de los 10 mejores mangas de 2021, mientras que la YALSA listó los primeros tres volúmenes en su lista de “Las Mejores Novelas Gráficas para Adolescentes” de 2022.